# Monolith (film 2017)
Monolith è un film thriller del 2017 diretto da Ivan Silvestrini e interpretato da Katrina Bowden, Damon Dayoub e Brandon Jones.
Il film è nato da un soggetto del fumettista Roberto Recchioni, che nell'attesa dell'allora incerto inizio delle riprese ha dato il via a una versione sotto forma di romanzo grafico per la Sergio Bonelli Editore, scritta assieme a Mauro Uzzeo e disegnata e colorata da Lorenzo "LRNZ" Ceccotti, uscita in due volumi a gennaio e maggio 2017, prima del film, nel frattempo entrato in lavorazione con alcune differenze.
LRNZ ha anche creato il design della vettura usata per le riprese.

## Trama
Sandra, ex membro di un gruppo pop chiamato Hipstars, scopre - grazie all'amica e membro della band Jessa - che suo marito, il produttore discografico Carl Jenkins, ha un'amante, mentre è in viaggio verso la casa dei genitori di Carl nella supertecnologica e blindata autovettura Monolith, regalatale dal marito, con al seguito il figlio David di due anni, che ostinatamente rifiuta di chiamarla "mamma" e usa invece il suo nome di battesimo.
Quando arriva a destinazione, Sandra decide di tornare indietro e raggiungere Los Angeles. Lilith (l'intelligenza artificiale installata nella Monolith) indica a Sandra, dietro sua richiesta, un’altra strada per evitare il traffico. Durante la strada per rilassarsi Sandra incautamente si accende una sigaretta, provocando l'attivazione dell'allarme antifumo della macchina. Lilith viene spenta da Sandra, ma il fumo fa tossire David, facendo capire a Sandra che deve buttare la sigaretta: lei lo fa e dalla rabbia investe un cervo. Mentre si ferma a controllare, dà al figlio piangente il suo telefono per farlo distrarre con un gioco ma David inconsapevolmente inizia a toccare l'applicazione con cui si controlla Monolith (che Carl aveva installato sul telefono per Sandra), sigillando completamente l'auto e impedendo a Sandra di entrare in ogni modo. La donna inizia a cercare diversi modi per aprire la macchina, provando a cercare aiuto in una stazione elettrica nei paraggi, ma inutilmente. Cerca poi di spaccare i vetri dell'auto ma non ci riesce dal momento che sono infrangibili e dunque si rassegna ad aspettare e a dormire sul tetto dell'auto al sopraggiungere della notte.
Dopo una nottata di incubi Sandra inizia a girare per il deserto lì attorno: trova un aereo abbandonato all'Airport One, dove recupera una bottiglia e brucia alcune gomme usando benzina per lanciare un segnale di soccorso. Poi, assetata, trova un ruscello. Dopo un po', torna alla Monolith dove il figlio David, bloccato sul sedile, inizia a non respirare e sembra perdere conoscenza, mentre la temperatura dell'auto sale a 42° e si accende il climatizzatore. Per cercare di far aprire l'auto Sandra prova a usare della benzina e alcuni rametti, facendo attivare l'allarme del fumo. Non appena nota che David rischia di non respirare spegne il fuoco con l'acqua che aveva portato con sé. Successivamente Sandra viene attaccata da un cane selvatico affamato. Sandra riesce a cacciarlo via e prova ad aprire la Monolith per l'ennesima volta inutilmente.
Esausta si addormenta. Dopo un altro incubo Sandra si risveglia e nota che David non ha ancora ripreso conoscenza, nonostante avesse mosso leggermente una mano il giorno prima. Sandra inizia a perdere le speranze; nota poi che il cane, dopo essersi allenato, è tornato. Utilizzando una chiave inglese trovata in precedenza alla stazione elettrica prova ad affrontare il cane, subendo un morso alla caviglia. Sandra capisce che in realtà il cane vuole la carcassa del cervo e - non appena questi inizia a nutrirsi - la macchina inizia a spostarsi in discesa. Grazie a un sasso che si trova nei paraggi Sandra riesce a fermare la macchina.
Poco dopo le viene un'idea. Sandra, prima di arrivare nel deserto, si era fermata a una stazione di servizio per fare qualche acquisto e aveva visto in TV un cartone (simile a quello di Wile E. Coyote) in cui un lupo gettava da un precipizio una cassaforte per recuperare un diamante. Ispirandosi a quest'idea decide di spingere la macchina giù dalla collina; per farlo recupera la chiave inglese e con essa prima mette in fuga il cane e poi infrange il sasso che tiene ferma l'auto. La Monolith, cadendo, apre i suoi sportelli e consente finalmente a Sandra di recuperare il piccolo David, apparentemente in fin di vita. Per uscire dal crepaccio in cui sembrano essere finiti Sandra decide di riaffidarsi - suo malgrado - a Lilith e la riaccende, attivando la modalità fuoristrada; risale così il pendio e porta in salvo sé stessa e il figlio.
Arrivati in un ospedale Sandra vede David svegliarsi e il bambino la chiama per la prima volta mamma.

## Distribuzione
L'uscita ufficiale nei cinema italiani è stata il 12 agosto 2017 e successivamente sui canali Cinema di Sky Italia dal 29 novembre dello stesso anno.
Il film è stato presentato in anteprima il 7 luglio 2017 al Fondo Sclavi Festival e l'8 luglio 2017 al Cine&Comic Fest.
Il film è stato distribuito negli USA con il titolo Trapped Child e nel Regno Unito con il titolo Stranded.

## Produzione
Il film ha avuto un budget di circa 1 milione di dollari.

## Promozione
Per promuovere l'uscita del film è stato creato un sito internet che pubblicizzava l'auto Monolith come se essa fosse effettivamente reale ed in vendita.

## Incassi
Il film si è rivelato un flop. In Italia ha incassato complessivamente 330823 €, di cui 79975 € nel primo fine settimana di programmazione. Il film è stato distribuito anche in Corea del Sud dove ha incassato 9097 $.

## Riconoscimenti
- 2017 – Noir in Festival
  - Candidato al Premio Caligari[12]